# Mniší
Mniší (niem. Mischy lub Mönchsdorf) – część miasta Kopřivnice w kraju morawsko-śląskim, w powiecie Nowy Jiczyn w Czechach. Obejmuje dawną wieś i gminę katastralną o powierzchni 3,7 km². Wieś położona jest około 4,5 km na wschód od centrum miasta, na prawym brzegu rzeki Lubiny, w granicach historycznego regionu Moraw i regionu etnograficznego Lasko.

## Historia

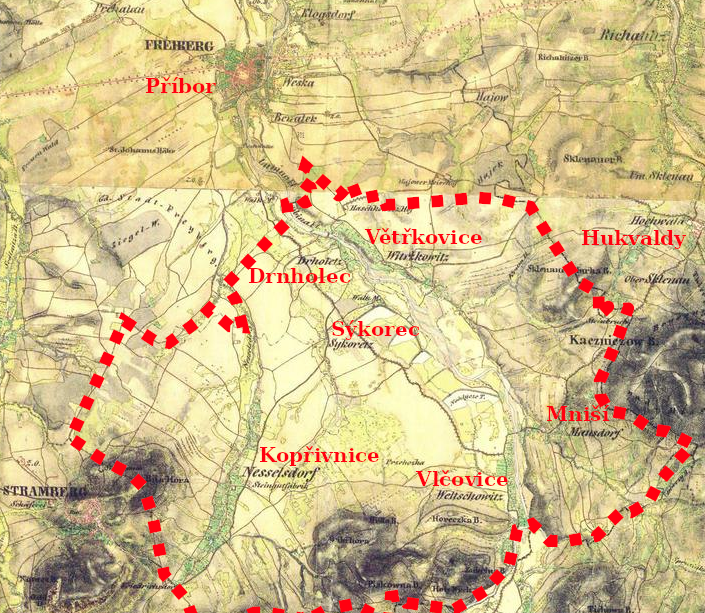
Miejscowości wchodzące dziś w granice miasta Kopřivnice na mapie z połowy XIX wieku.

Około 1230 roku król czeski Przemysł Ottokar I podarował swemu dyplomacie Arnoldowi z Hückeswagen rozległe obszary za Bramą Morawską między Odrą a Beskidem Morawsko-Śląskim i między Starym Jiczinem a rzeką Ostrawicą. Rycerz Arnold w pierwszej kolejności założył zamek Hukvaldy i miasto Příbor jako centrum dla swych włości. Celem dalszej kolonizacji zaprosił benedyktynów z Velehradu. Przypuszcza się, że założyli oni wieś Theodorici villa, po raz pierwszy wzmiankowaną w 1302 roku. W 1347 była już jednak opustoszała, w 1389 wymieniony jest jednak Hanuš z Dětřichovic. Miejscowość była w posiadaniu velehradskiego klasztora do 1437, odtąd w granicach biskupiego państwa hukwaldzkiego aż do nowoczesnej reformy administracyjne w dobie Wiosny Ludów w 1848 roku. Z pierwotnej wsi Theodorici villa (Dětřichovice) rozwinęły się aż 3 miejscowości: Větřkovice (na prawym brzegu Lubiny), Drnholec (na lewym brzegu Lubiny, pierwsza wzmianka w 1347) i Mniší, co w języku czeskim oznacza mnichów.
W 1835 Mischy/M(n)issy liczyły 409 mieszkańców i 58 domów. Mieszkańcy posługiwali się morawskimi gwarami laskimi, a Gregor Wolny określił wieś jako zamieszkałą przez Wałachów, wieś była więc pograniczem pomiędzy Laskiem a Morawską Wołoszczyzną. Według austriackiego spisu ludności z 1900 r. Myschi/Myší z osadą Spružinky liczyły już 454 mieszkańców zamieszkałych w 75 domach, na obszarze 364 hektarów. Wszyscy mieszkańcy byli czeskojęzycznymi katolikami.
Mniší zostały włączone do Kopřivnicy 1 stycznia 1980 roku.